# Andrés de Rubira
Andrés de Rubira Díaz de Fuentes (ur. w Escacena del Campo, zm. 23 września 1760 w Sewilli) – hiszpański malarz barokowy, uczeń Dominga Martineza. W latach 1740–1745 pracował na portugalskim dworze królewskim. Malował głównie portrety i martwe natury.